# Pleujouse

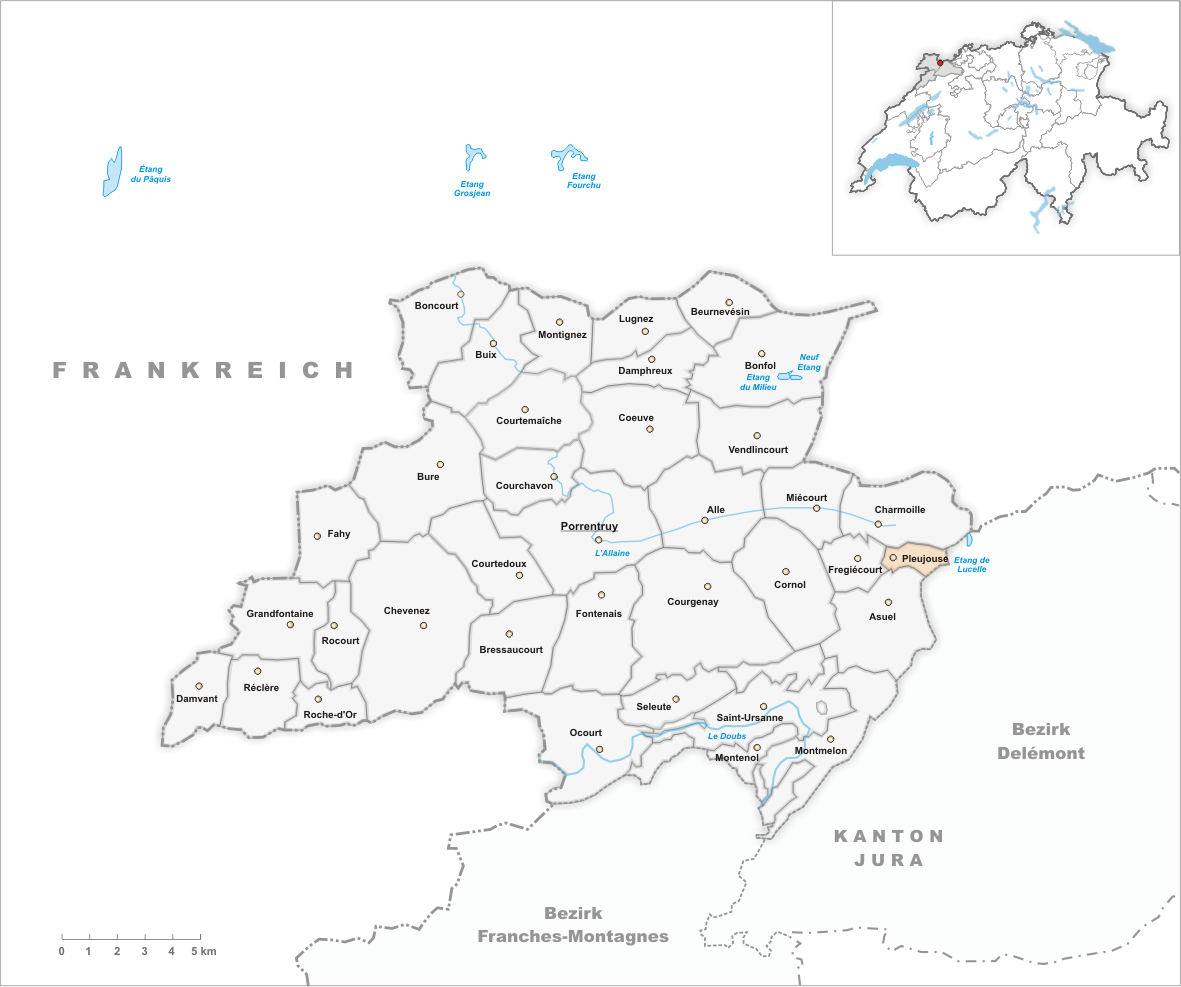
Gemeindestand vor der Fusion am 1. Januar 2009

Pleujouse (frz. [pløʒuz], in einheimischer Mundart [piəʤuːz]; dt. Plützhusen/Blitzhausen) ist ein Dorf und eine ehemalige politische Gemeinde im Distrikt Porrentruy des Schweizer Kantons Jura.

## Geographie

Luftbild, Pleujouse im Vordergrund (1950)

Pleujouse liegt auf 580 m ü. M., elf Kilometer östlich des Bezirkshauptortes Porrentruy (Luftlinie). Das Bauerndorf erstreckt sich in einem östlichen Seitental des Asuel-Baches in der Baroche, in der östlichen Ajoie (deutsch Elsgau) am Fuss des Kettenjuras.
Die Fläche des nur gerade 1,8 km² grossen ehemaligen Gemeindegebietes umfasst das Tal von Pleujouse, das von waldigen Jurahöhen umgeben wird: im Norden La Chaud (701 m ü. M.), im Osten Les Aidjolats (787 m ü. M.) und im Süden die Grande Roche (mit 825 m ü. M. die höchste Erhebung von Pleujouse). Über den Hügelzug von Les Aidjolats und Grande Roche verläuft die Wasserscheide zwischen den Einzugsgebieten von Rhein und Rhone. Das Gemeindegebiet wird nach Westen zur Allaine entwässert. Von der Gemeindefläche entfielen 1997 3 % auf Siedlungen, 69 % auf Wald und Gehölze und 28 % auf Landwirtschaft.
Zu Pleujouse gehören mehrere Einzelhöfe. Nachbargemeinden von Pleujouse waren Charmoille, Fregiécourt, Asuel, Bourrignon und Pleigne.

## Bevölkerung
Mit 91 Einwohnern (Ende 2007) gehörte Pleujouse vor der Gemeindefusion zu den kleinsten Gemeinden des Kantons Jura. Von den Bewohnern sind 91,3 % französischsprachig, 7,5 % deutschsprachig und 1,2 % rätoromanischsprachig (Stand 2000). Die Bevölkerungszahl von Pleujouse belief sich 1850 auf 239 Einwohner, 1900 auf 135 Einwohner. Im Verlauf des 20. Jahrhunderts nahm die Einwohnerzahl bis 1990 weiter auf 76 Personen ab. Seither wurde ein leicht steigender Trend verzeichnet.

## Wirtschaft
Pleujouse ist ein noch vorwiegend durch die Landwirtschaft, insbesondere Obstbau, geprägtes Dorf. Auch das lokale Kleingewerbe bietet einige Arbeitsplätze an. Viele Erwerbstätige sind jedoch Wegpendler und arbeiten in der Region Porrentruy.

## Verkehr
Pleujouse liegt abseits der grösseren Durchgangsstrassen an der Kantonsstrasse von Fregiécourt nach Asuel, wobei der Ortskern durch eine Stichstrasse erreichbar ist. Durch einen Postautokurs, der zwischen Porrentruy und Asuel verkehrt, ist Pleujouse an den öffentlichen Verkehr angebunden.

## Geschichte
Der Name des Dorfs erscheint im 12. Jahrhundert mehrmals als Herkunftsbezeichnung: 1105 Lutfrido de Pluiusa; 1136 Huzone de Pluvioso; 1161 Phylippus de Pluuiosa; 1173 Gerardus miles de Pluiose … Petrus miles de Pluiose. Diese Bezeichnung geht auf das lateinische Wort pluviosus, -a, -um ‚regenreich‘ zurück und verweist entweder auf häufiges Regenwetter oder aber auf den bei Regen anschwellenden Bach, entlang welchem das Dorf liegt. 1292 ist als deutscher Name Nùwenburc(h) belegt, der später durch eingedeutschte Formen des entlehnten französischen Namens ersetzt wird: Anfang 14. Jahrhundert Plujusen; 1441 Blutzhusen, genant Nuwenburg.
Pleujouse teilte die wechselvolle Geschichte der Ajoie, die 1271 an das Fürstbistum Basel kam. Das Dorf unterstand vom 16. bis zum 18. Jahrhundert dem Meieramt Alle. Von 1793 bis 1815 gehörte Pleujouse zu Frankreich und war anfangs Teil des Département du Mont-Terrible, ab 1800 mit dem Département Haut-Rhin verbunden. Durch den Entscheid des Wiener Kongresses kam die Gemeinde 1815 an den Kanton Bern und am 1. Januar 1979 an den neu gegründeten Kanton Jura. Sie wurde zum 1. Januar 2009 mit Asuel, Charmoille, Fregiécourt und Miécourt zur neuen Gemeinde La Baroche fusioniert.

## Sehenswürdigkeiten
Auf einem felsigen Gebirgsvorsprung über dem Dorf steht das um 1100 erbaute Schloss der Herren von Pleujouse. Neben den Ringmauern zählt der runde Bergfried zu den ältesten heute noch vorhandenen Anlagen. Das mächtige Wohnhaus stammt aus dem 15. Jahrhundert; es fiel 1980 einem Brand zum Opfer, wurde seither aber wiederhergestellt. Pleujouse ist Teil der Pfarrei Charmoille und besitzt keine eigene Kirche.

## Bilder

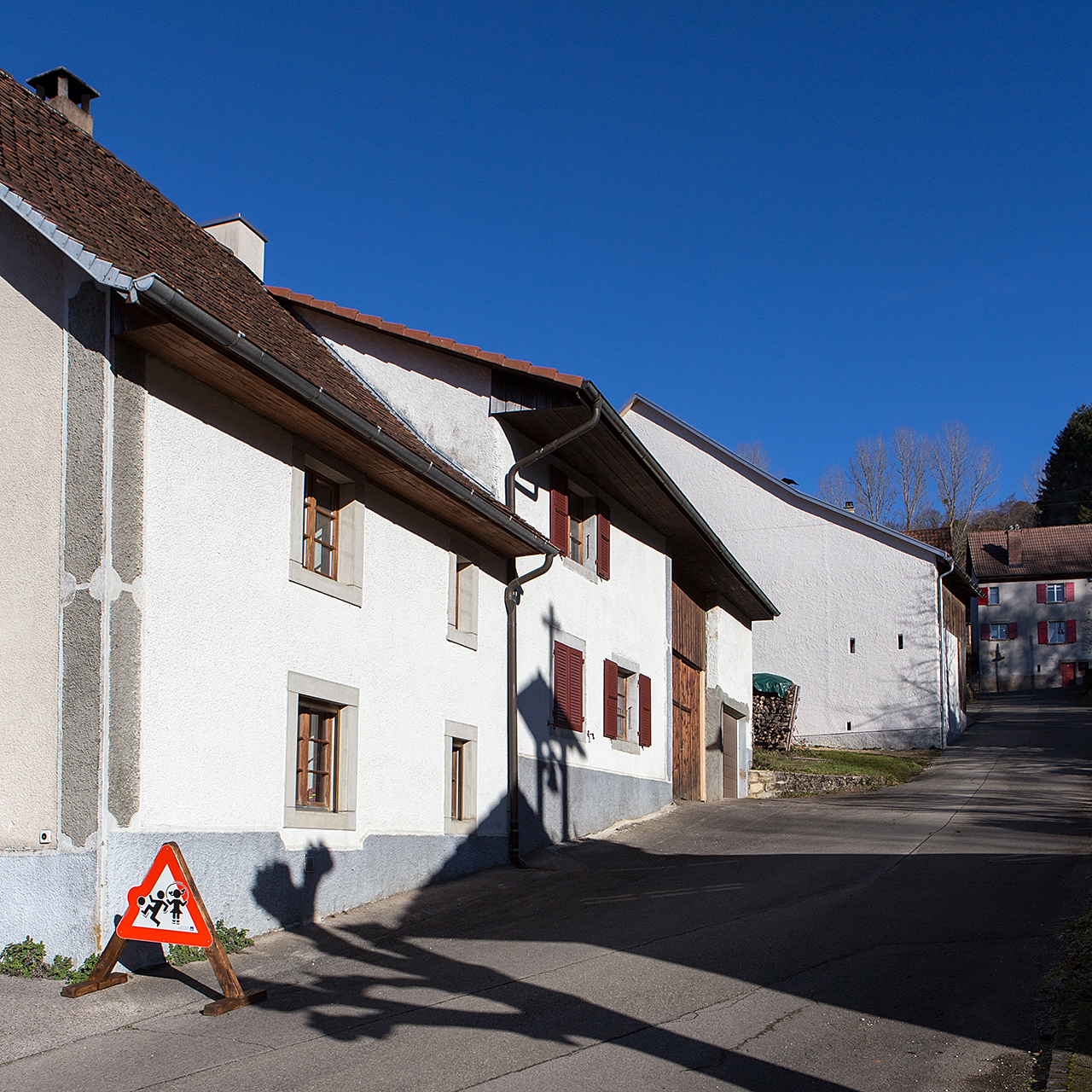
Pleujouse
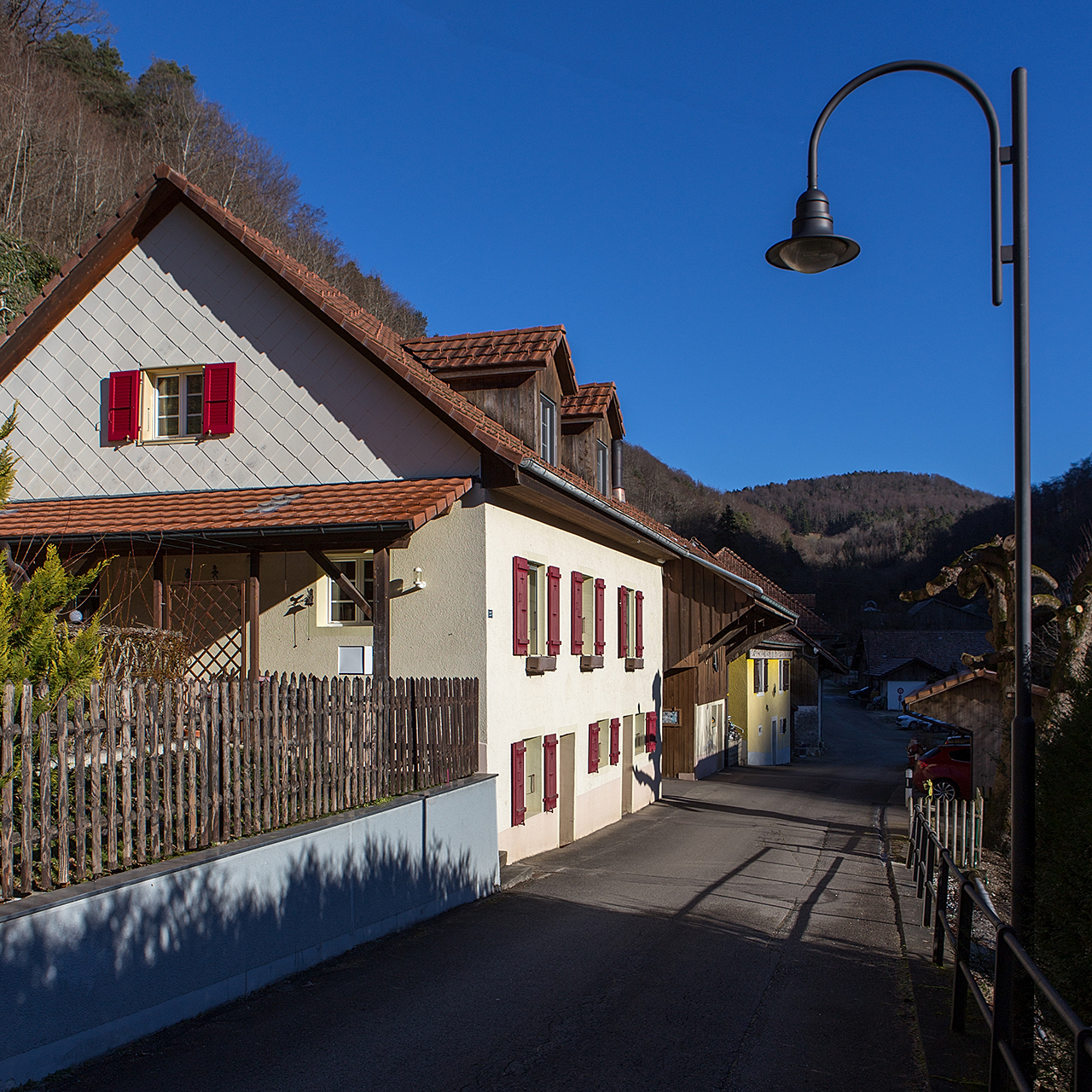
Pleujouse
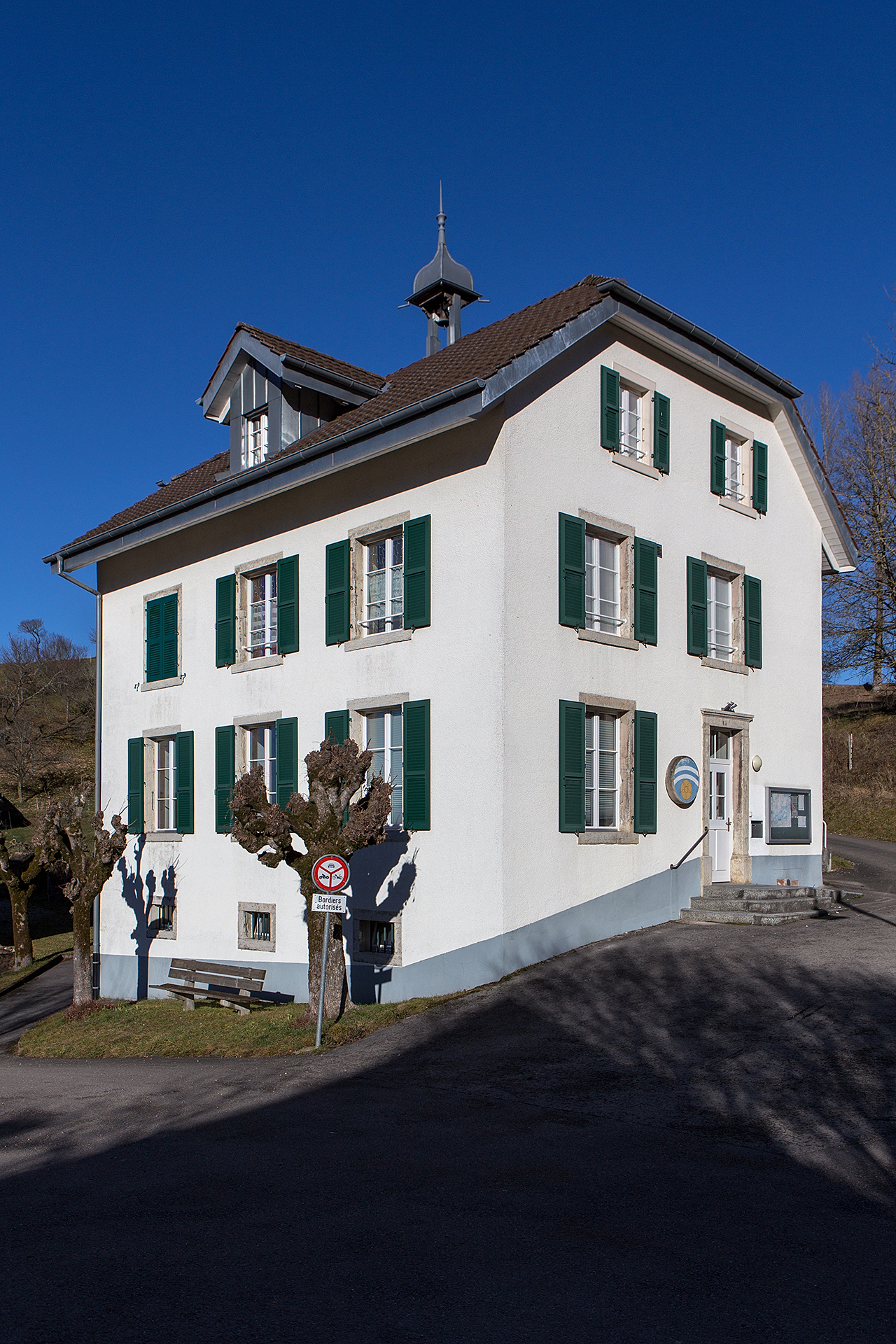
Gemeindekanzlei
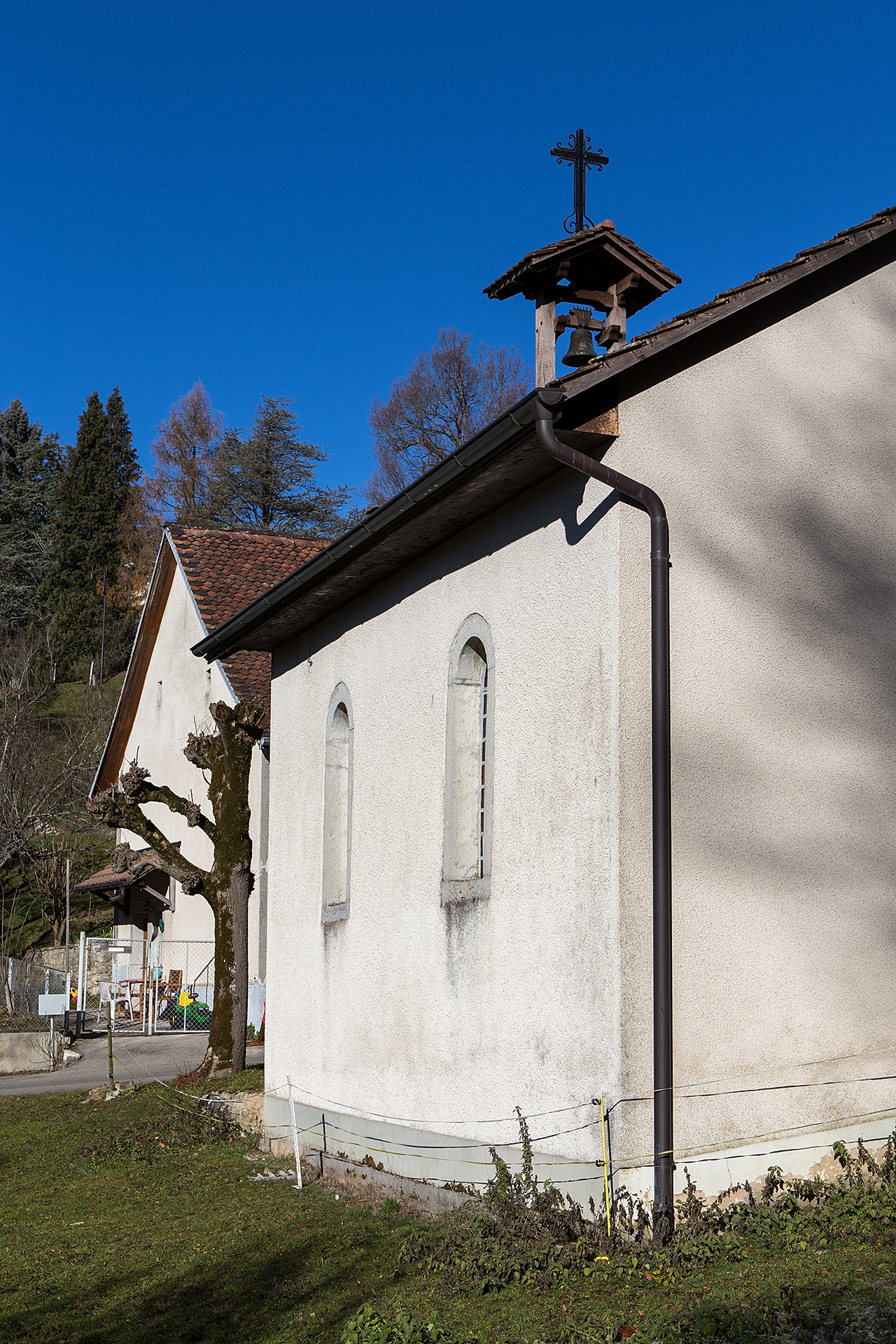
Kapelle
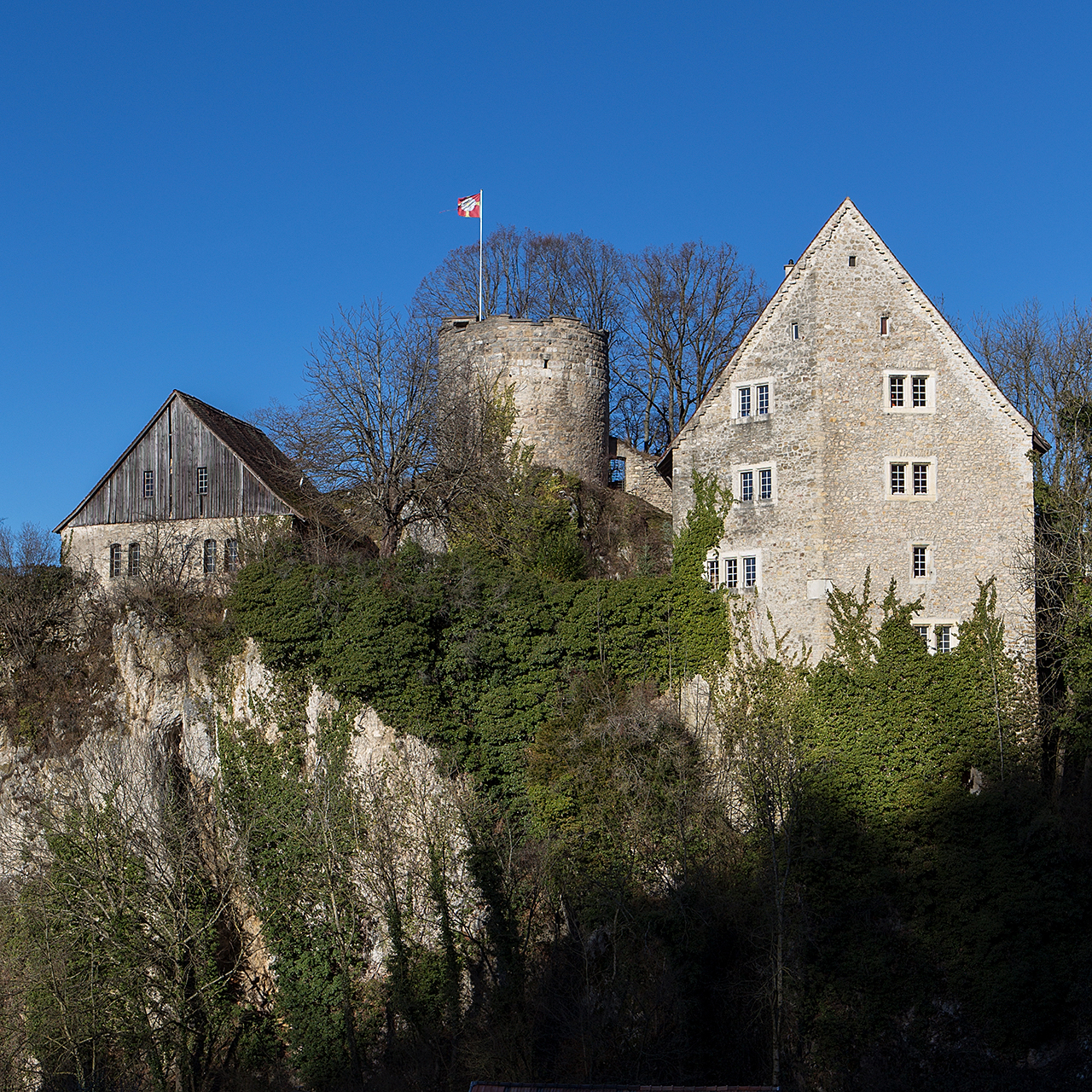
Schloss (Restaurant)